# ズンビール

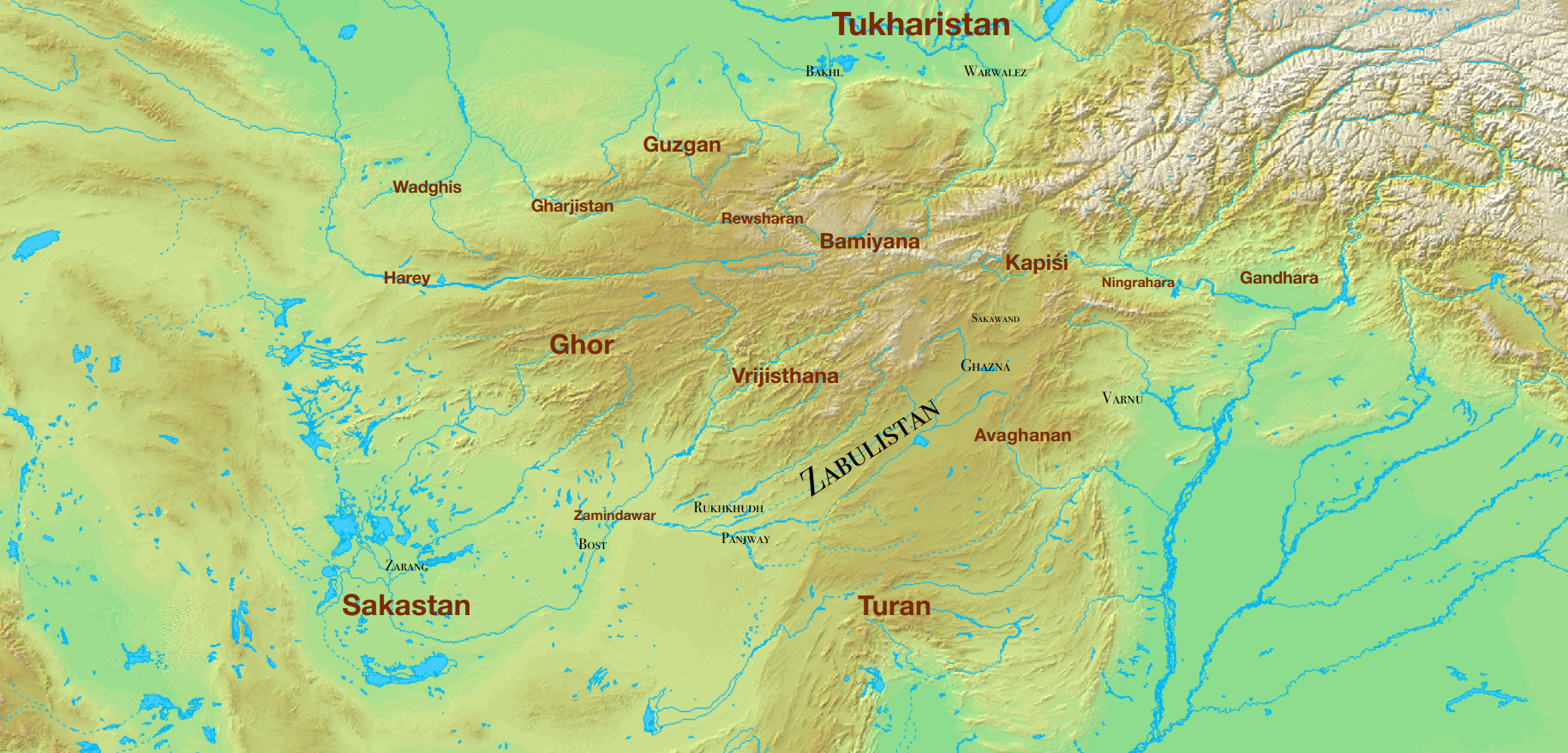
7-10世紀のザーブリスターン

ズンビール（zunbīl）は、7世紀から9世紀ごろまでのザーブリスターン（ヒンドゥークシュ山脈の南側、現在のアフガニスタン南部）の支配勢力の君主あるいは首領の称号。英語等では複数形にすることで（例:Zunbils）その勢力自体をも指す。
ズンビールの勢力圏は、ザランジュからカーブリスターンのあたりである。ザミーンダーワルとガズニーを首都とした。
ズンビールは、南エフタルの末裔と考えられており、 7世紀初頭からサッファール朝に征服される870年まで存続した。同じくエフタルの後裔であるカーブル・シャーヒー朝とも深い関係があったようである。

## 史料
19世紀ごろまでに欧州で知られていたアラビア語の写本には、7-9世紀のザーブリスターンにおいて رتبيل なる交戦勢力の存在が記録されていた（vocalisation すらも不明であったが、例えば rutbīl とラテン文字転写できる）。他方で、玄奘三蔵の『大唐西域記』には「䅳那天神」といった名称がみられ、これら漢籍との比較から、アラビア語写本の誤記・誤伝がわかった。もともとは、زنبيل と記載されていたと見られる。

## 文化
ズンビールたちは太陽神を信仰していた。太陽神の名前は、玄奘は「䅳那」と記録し、アラビア語史料は زون zūn と伝える。印欧語族の共通祖語を復元する研究では、太陽を意味する言葉が Su-en もしくは Sau-eu と推定されている。「䅳那」もしくは「ズーン」もこれらに関係付けられる。ズンビールの太陽神と他の信仰との関連を調べる研究もこれまでにいくつかなされ、ムルターンで盛んに信仰されている太陽神スーリヤとの関連、チベットのボン教などとの関連がこれまで議論されてきた。ズンビールたちの信仰はヒンドゥー教シヴァ派との関連が強いとみられる。ズンビールたちはザミーンダーワルにある山の頂上に太陽神を祀る社を持っていたが、この社はズンビールたちがザーブリスターンを支配する前にこの地域に住んでいた民の社であった。

## 歴史
ズーンビル朝はカンダハール地方を250年近くにわたって支配した。主な首都であったザミーンダーワルは、現在のアフガニスタンのヘルマンド州にあった。ムサ・カラの南方5kmのところには、現在でもズンを祀る神殿の遺跡が残っている。一部の学者は、玄奘三蔵が640年に訪れたというスナギル寺院をこのズン教神殿に比定している。
7世紀に西方から進出してきたイスラーム教徒は、ズン教を典型的な偶像崇拝として攻撃した。653/4年、アブドゥッラフマーン・イブン・サムラはスィースターンのマルズバーン（総督）に偶像崇拝の無意味さを知らしめるため、6000人のアラブ軍を率いてザミーンダーワルに至った。イスラームの文献によれば、アブドゥッラフマーンらは偶像の手を壊し、目にはめ込まれていたルビーを引き抜いた。その後でアブドゥッラフマーンは総督に対し「偶像は悪事も善事もすることができないことをお見せするためにしたことです」と述べた。これにより、アフガニスタン南部で初めてイスラーム教が受容された。698年にはウバイドゥッラー・イブン・アビー・バクラが軍を率いてズンビールの支配域に侵攻したが敗北した。700年ごろにはハッジャージュ・イブン・ユースフがズーンビル遠征軍を派遣したが、その威圧的な指示や脅迫に脅かされた将軍のアブドゥッラフマーン・イブン・アシュアスらの「孔雀軍」による反乱を引き起こした。